# Timmiella
Timmiella là một chi rêu trong họ Pottiaceae.